# ɧ
Cette page contient des caractères spéciaux ou non latins. S’ils s’affichent mal (▯, ?, etc.), consultez la page d’aide Unicode.
Le heng crosse, (minuscule : ɧ) est une lettre additionnelle de l’écriture latine qui est utilisée dans l’alphabet dialectal suédois et l’alphabet phonétique international.

## Utilisation
Dans l’alphabet phonétique international, [ɧ] représente une consonne fricative post-alvéolo-vélaire sourde. Le symbole, emprunté à l’alphabet dialectal suédois, est adopté en 1947, transcrit auparavant [x͡ʃ].

## Représentations informatiques
Le heng crosse peut être représentée avec les caractères Unicode (Alphabet phonétique international) suivants :
| formes    | représentations | chaînes de caractères | points de code | descriptions                        |
| --------- | --------------- | --------------------- | -------------- | ----------------------------------- |
| minuscule | ɧ               | ɧ                     | U+0267         | lettre minuscule latine heng crosse |